# (5509) Rennsteig
(5509) Rennsteig – planetoida z pasa głównego asteroid okrążająca Słońce w ciągu 3 lat i 107 dni w średniej odległości 2,21 j.a. Została odkryta 8 września 1988 roku przez Freimuta Börngena. Przed nadaniem nazwy planetoida nosiła oznaczenie tymczasowe (5509) 1988 RD3.